# Okno naproti
Okno naproti (italsky: La finestra di fronte) je italský hraný film režiséra Ferzana Özpetekza z roku 2003 v italsko-britsko-turecko-portugalské koprodukci. Na 38. ročníku Mezinárodního filmového festivalu Karlovy Vary získal cenu pro nejlepší režii, ženský herecký výkon a hlavní cenu Křišťálový glóbus pro nejlepší film.

## Děj
Hlavní postavou je dvacetidevítiletá žena Giovanna (Giovanna Mezzogiorno), která žije poměrně nudný stereotypní život v manželství. Práce účetní v drůbežárně jí nebaví, přivydělává si pečením dortů do jednoho z místních podniků, ráda by si sama založila cukrárnu. Je vdaná za Filippa (Filippo Nigro), se kterým má dvě malé děti. Baví jí sledovat okno naproti v domě přes ulici. Bydlí v něm totiž přitažlivý muž – Lorenzo (Raoul Bova), bankovní úředník, jehož identitu ale nezná.
Jednoho dne přivede manžel domů starého muže Davida Veroliho (Massimo Girotti), který se ztratil a nepamatuje si kdo je, ani kde bydlí. Poté, co se s ním vrátí z policejní služebny, protože se mu nechtělo čekat, neznámý zůstane přes noc i další dny. Giovanna pátrá po jeho minulosti a v podniku kam dodává dorty náhodou potká muže z okna naproti. Po prvním kontaktu vzplanou mezi nimi hluboké city, navštíví jeho byt a dochází ke krátké milostné scéně.
Po čase se podaří najít domov a minulost ztraceného muže, jedná se o bývalého slavného cukráře, který za druhé světové války zachránil včasným varováním mnoho mladých životů. Giovannu začíná učit svému řemeslu. Ona ale stále váhá, zdali opustit manžela pro Lorenza, který byl v bance povýšen a odjíždí žít na jiné místo. Nakonec dává výpověď z práce rozhodnutá začít šťastnější život v cukrárně. Manžela neopouští a zdá se, že po období vzrušení opět nastává klidný, nudný život.

## Ocenění
- David di Donatello
  - nejlepší herec: Massimo Girotti
  - nejlepší herečka: Giovanna Mezzogiorno
  - nejlepší film: Gianni Romoli, Tilde Corsi a Ferzan Özpetek
  - nejlepší hudba: Andrea Guerra

- Ceny Nastro d'Argento
  - nejlepší herečka: Giovanna Mezzogiorno
  - nejlepší původní scénář: Gianni Romoli a Ferzan Özpetek
  - nejlepší skladba: Giorgia for the song Gocce di memoria

- 32. ročník MFF Karlovy Vary
  - nejlepší film – Křišťálový glóbus
  - nejlepší režie: Ferzan Özpetek
  - nejlepší herečka: Giovanna Mezzogiorno

- Golden Space Needle Award na Mezinárodním filmovém festivalu v Seattlu

## Obsazení
| Giovanna Mezzogiorno | Giovanna      |
| Raoul Bova           | Lorenzo       |
| Massimo Girotti      | Davide Veroli |
| Serra Yilmazová      | Eminé         |
| Filippo Nigro        | Filippo       |